# Fotografia de paisatge

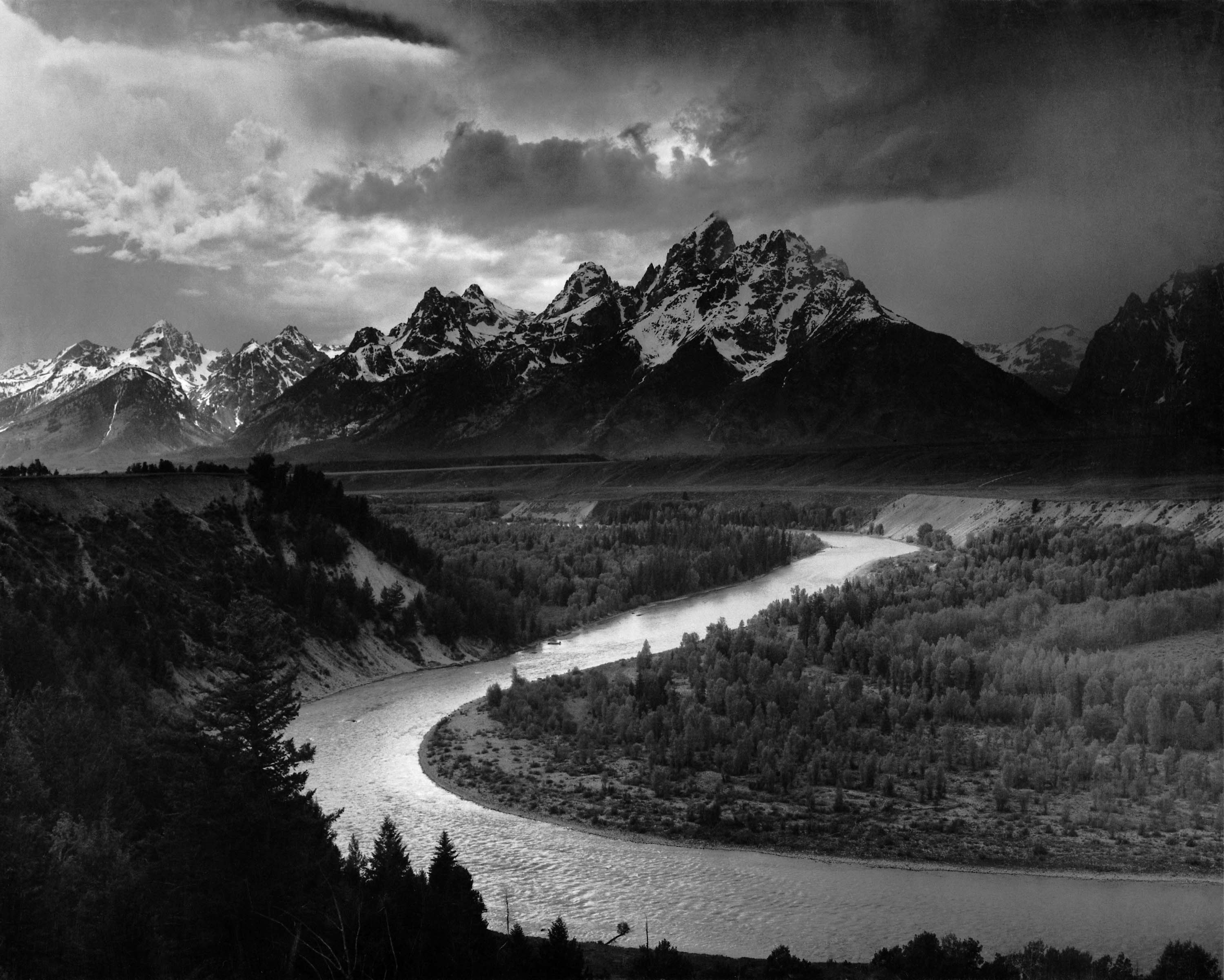
El Tetons i el Snake River (1942) per Ansel Adams

La fotografia paisatgística mostra espais dins del món, de vegades immensos i sense fi, però altres vegades microscòpics. Les obres d'aquest gènere fotogràfic normalment capturen la presència de la natura, però també poden centrar-se en les creacions fetes per l'home o en les pertorbacions dels paisatges. Aquesta disciplina va ser creada per diversos motius. La més comuna de les raons és recordar una observació o experiència personal durant els viatges a l'aire lliure. Altres ho defineixen particularment com un estil de vida a l'aire lliure, per involucrar-se amb la natura i els elements, o com un mecanisme de fugida del món artificial.
Moltes fotografies paisatgistes mostren poca o cap activitat humana i es creen en la cerca d'una representació pura i no capitalitzada de la natura, mancada d'influència humana. En lloc d'això, aquesta presenta temes com ara formes de terra fortament definides de manera orgànica, el retrat del temps meteorològic o la captura de llum ambiental. Igual que la majoria de disciplines i formes de l'art, la definició de fotografia de paisatge és àmplia i pot incloure tant entorns rurals o urbans, com àrees industrials o fotografia de natura.
Cal destacar que, més enllà dels plantejaments formals sobre com es fa la fotografia paisatgística o quins són els espais que es fotografien, aquest gènere fotogràfic també ens fa reflexionar sobre què és el paisatge i què és la realitat que ens envolta. El següent fragment exposa els plantejaments anteriors: "Construïm o deformem la realitat? Es pot representar la realitat a través de la fotografia? Si bé és cert que totes les imatges capturades per la lent són una fidel captura del que la llum evidencia, el resultat final està esbiaixat per la perspectiva particular de qui està darrere de la càmera. Des de petites influències de composició i perspectives fins a grans alteracions en la postproducció de la imatge final. Potser és impossible capturar el paisatge en la seva naturalesa veritable perquè els elements del paisatge van més enllà del visual. Aquells fotògrafs que han aconseguit transmetre un sentiment amb una imatge són el que construeixen una realitat, no tan llunyana, però sí pròxima a què existeix en algun lloc i temps."

## Mediambientalisme

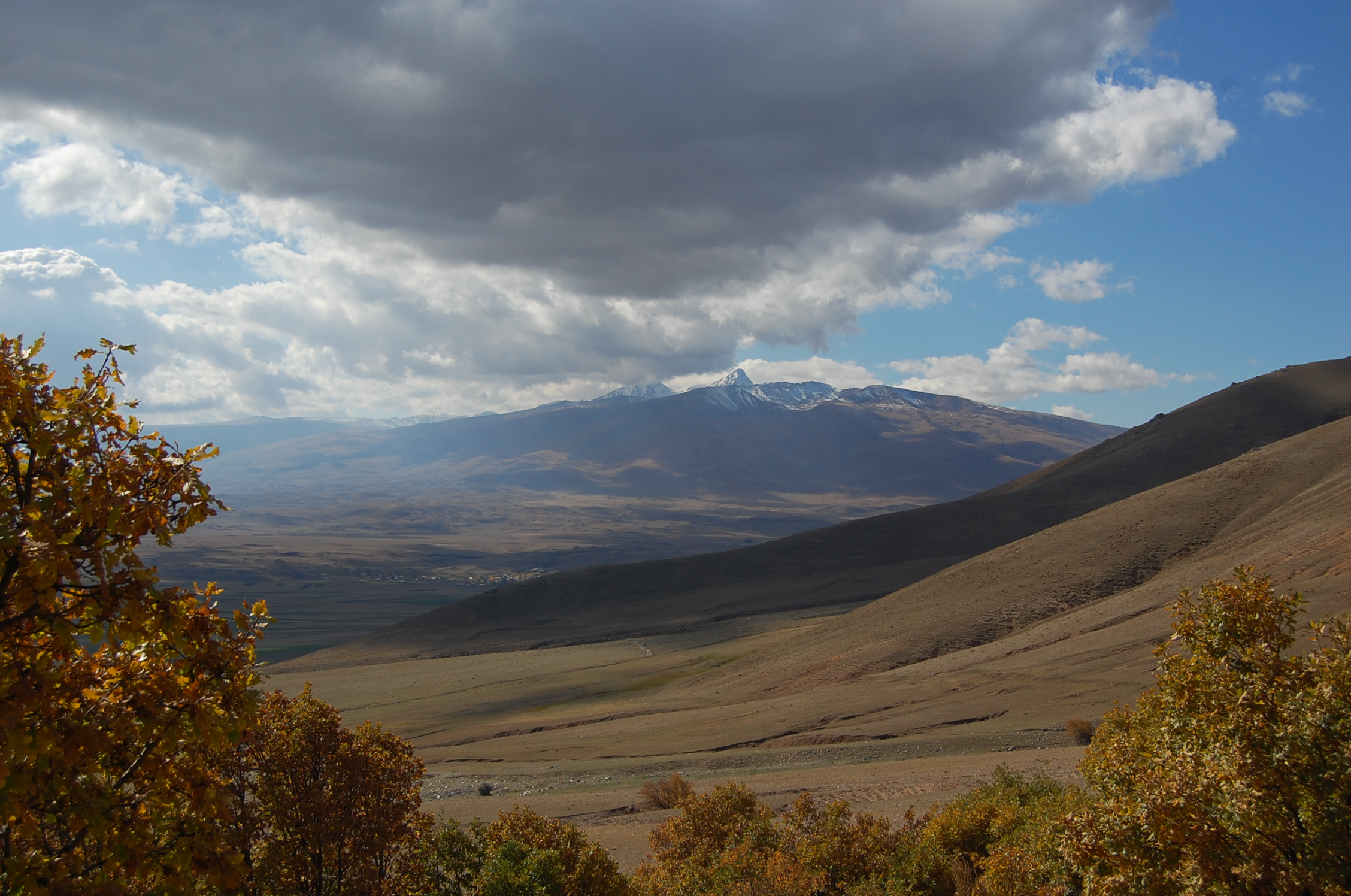
La fotografia que mostra temps i muntanyes distants, Armènia (2008)

Alguns dels fotògrafs paisatgistes més importants i famosos han estat motivats a la creació fotogràfica per l'apreciació de la bellesa de l'entorn natural i el desig de veure'l preservat, és a dir, per una tendència mediambientalista i ecologista.
El treball de William Henry Jackson a mitjans del segle xix va ser essencial per a convèncer el Congrés el 1872 de crear Yellowstone, el primer parc nacional dels Estats Units. La fotografia produïda per Philip Hyde per al Sierra Club va trobar un ampli ús en la promoció de la preservació de llocs naturals a l'oest dels Estats Units durant el segle xx. Finalment, Ansel Adams va rebre tant un Premi al Servei de Conservació com una Medalla Presidencial de la Llibertat en reconeixement de la influència del seu treball en la preservació del desert i el foment de la consciència ambiental.

## Motius

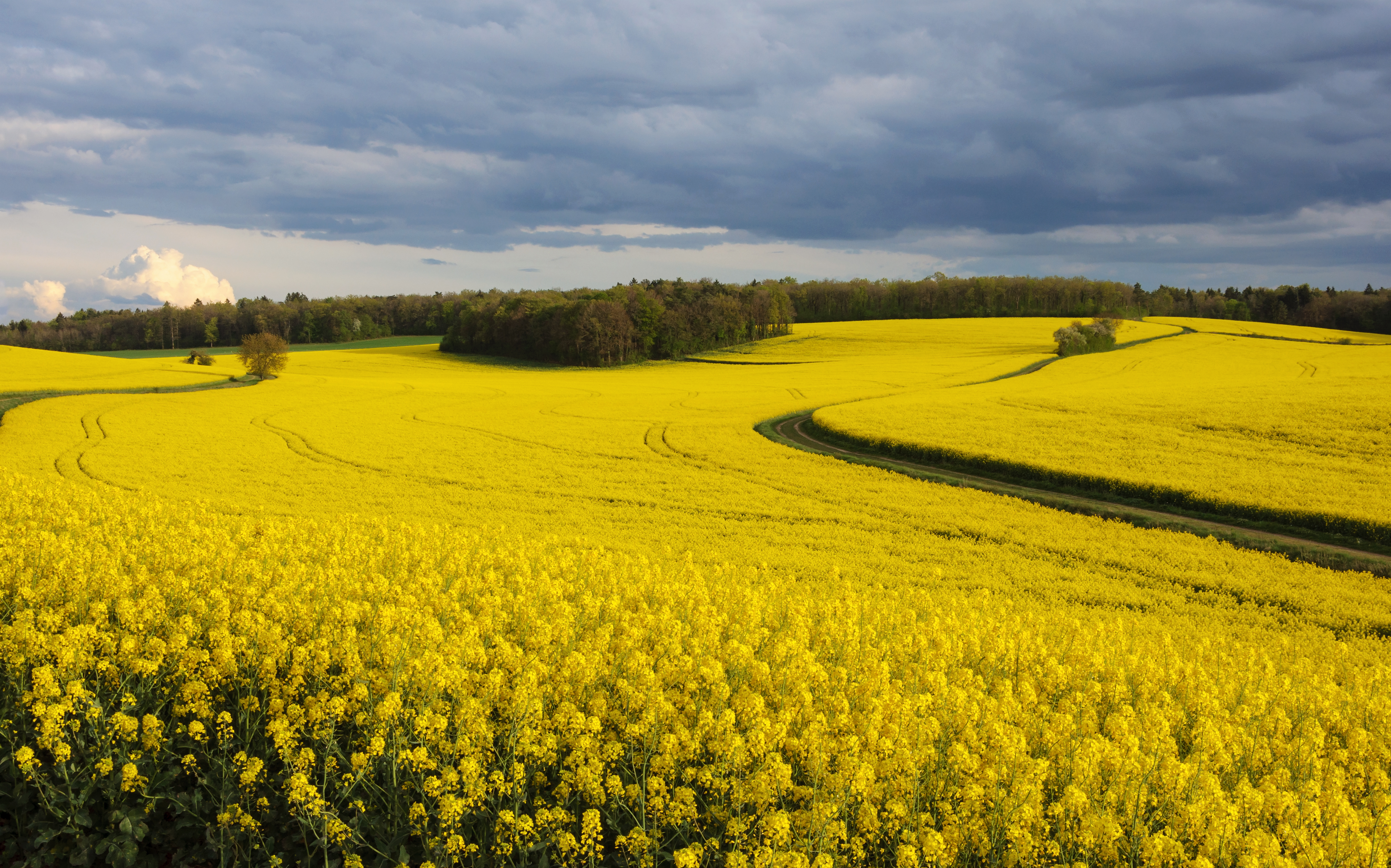
Paisatge de granja, en aquest cas un camp de colza a França.

La fotografia paisatgística normalment implica fotografia diürna dels trets naturals de terra, cel i aigües, a distància, encara que alguns paisatges poden implicar motius en un entorn pintoresc, de manera més propera, i a vegades nocturn.
La fotografia de paisatges artificials, com ara camps de conreu, horts, jardins i arquitectura, també es pot considerar fotografia de paisatge urbà. Fins i tot, la presència d'estructures fetes per l'home (edificis, carreteres i ponts, etc.) o art (com l'escultura) es poden considerar "paisatge" si es presenten en entorns artístics o són fotografiats de manera artística.
A més a més, la fotografia paisatgística està generalment fonamentada en motius relativament estacionaris, és a dir que de manera discutible es podria afirmar que és una forma de natura morta. Això tendeix a simplificar el procés de creació fotogràfica, a diferència de la fotografia de temes cinètics o en directe. Tanmateix, aquesta sovint se superposa a l'activitat de la fotografia de vida salvatge i els dos termes s'utilitzen de manera intercanviable; tant la vida silvestre com els paisatges poden ser elements de la mateixa imatge o cos de treball.

## Turisme
La fotografia paisatgística s'ha convertit en una gran part de les economies locals de tot el món. Països com Escòcia, Islàndia, les Illes Fèroe, Nova Zelanda, els Estats Units i el Canadà són molt populars entre els turistes de la fotografia i donen la benvinguda a gent de tot el món. Com a resultat d'això, els tallers de fotografia paisatgística i les rutes s'han convertit en grans negocis en aquests països. Les aplicacions han format part d'aquesta experiència explicant als usuaris com trobar les ubicacions més populars i com fotografiar-les una vegada allà. Tanmateix, això fomenta la fotografia continuada i repetitiva d'una vista mundialment, remarcant el caràcter documental d'un viatge però sense una voluntat d'implicació, compromís o estètica.

## Fotògrafs i fotògrafes de paisatge famosos

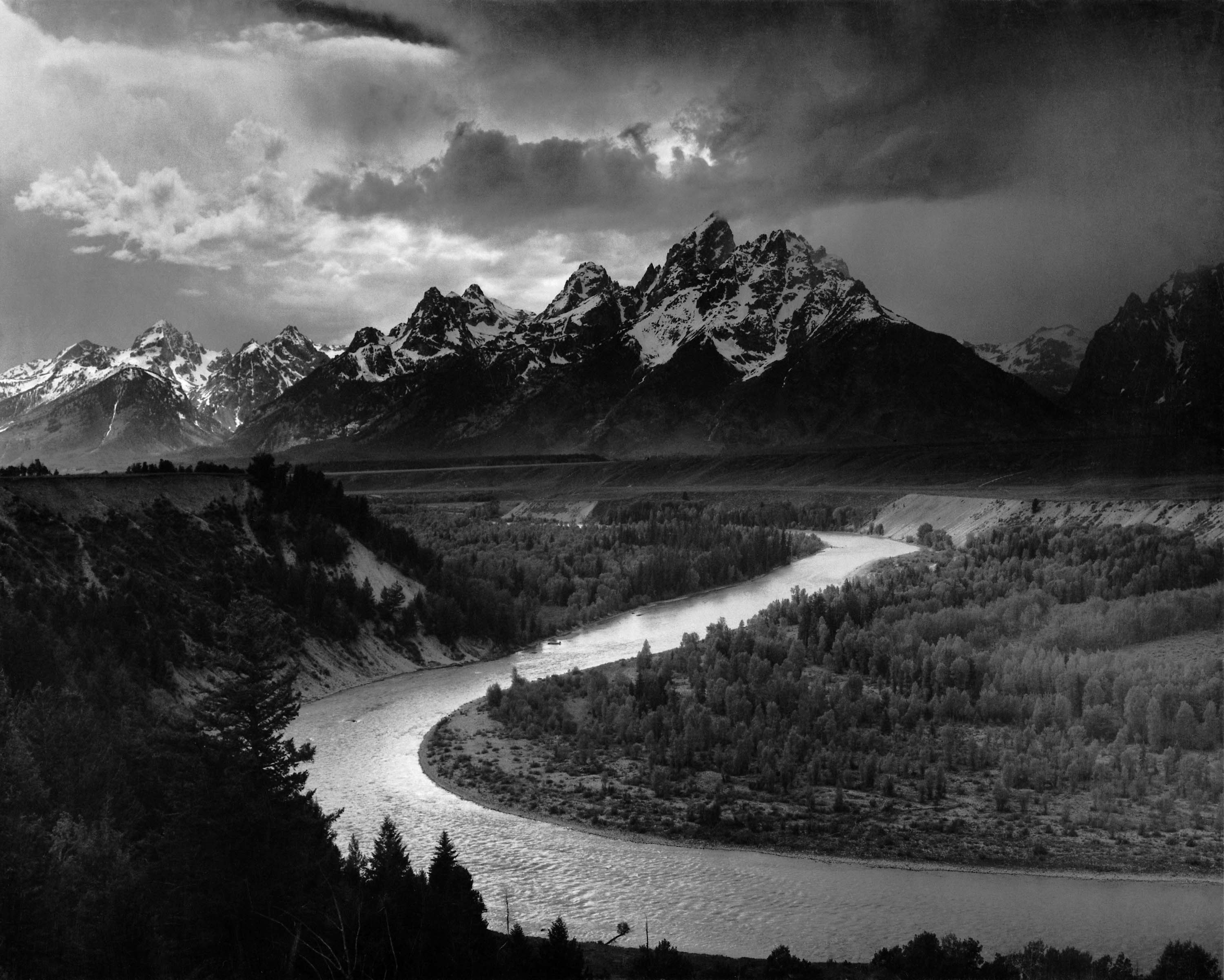
Fotografia d'Ansel Adams: The Tetons and the Snake River (1942)

- Ansel Adams (americà)
- Colin Previ (britànic)
- Michael Kenna (britànic)
- Takeshi Mizukoshi (japonès)
- Sebastião Salgado (brasiler)
- Franco Fontana (italià)
- Fay Godwin (alemanya)
- Rachael Talibart (anglesa)[14]
- Leah Kennedy (australiana)[15]
- Yann Arthus-Bertrand (francès)
- Tadeu Glowacki
- Kelvin Yuen
- Francisco Negroni
- Isabella Tabacchi
- Rosa Isabel Vázquez
- Oleg Ershov
- Manish MamtaniIsabel Díez
- Alessandro Cantarelli
- Galen Rowell[16]

## La posta de sol
Tot i que la sortida del sol i la posta de sol, s'assemblen, la calidesa de la llum sol ser major al vespre. L'atmosfera és més densa i a llocs urbans amb alta pol·lució, la llum es dispersa més. Les longituds d'ona de llum blava es reflecteixen, i només passen les de longituds d'ona llarga, de color ataronjat i vermell. El to daurat confereix una gama especial a l'objecte fotografiat. La llum obliqua del sol ressalta la textura de murs de pedra, troncs d'arbres o les lleus ondulacions de les platges de sorra. Les condicions atmosfèriques condicionen la posta de sol i això causa que mai n'hi hagi una d'igual, de manera que són impossible de predir. El seu atractiu fugaç fa que l'actuació sigui ràpida, com que en qüestió de minuts la màgia desapareix. La versatilitat la fa encara més atractiva: podem plasmar els reflexes daurats de superfícies aquoses, d'edificis o dels rostres; crear siluetes altament perfilades o enquadrar creativament terra, cel i sol.
Un cop el sol s'ha post i arriba el crepuscle, el cel obté un tons més blavosos, el que crea contrasts atractius amb el color ataronjat de l'horitzó. El període òptim de la fotografia nocturna, comença entre 30 i 40 minuts després de la posta de sol. El nivell de la il·luminació natural és prou baix com perquè la llum artificial destaqui, i prou elevat per banyar de color el cel (en el cas de fotografiar paisatges urbans).

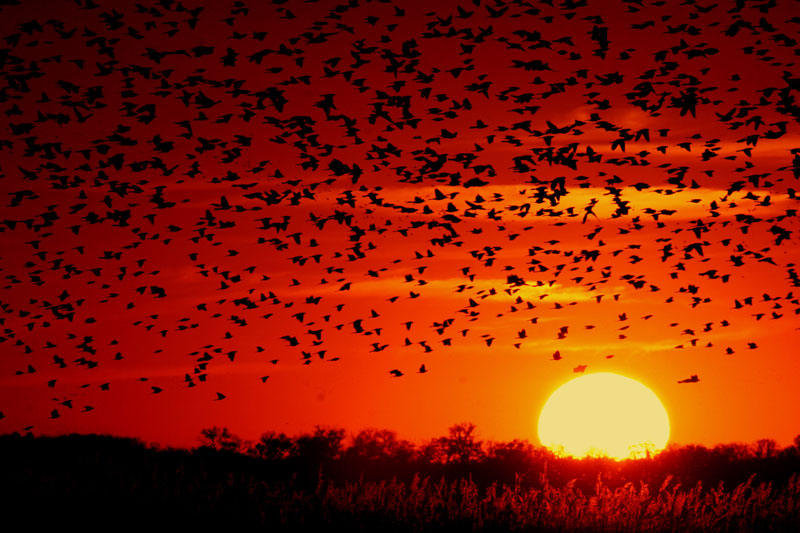
Posta de sol amb siluetes d'ocelles de Jerry Segraves, feta a Quivira National Wildlife Refuge

### Hores de sortida i posta de sol
Aquesta taula dona una guia il·lustrativa de les hores mitjanes a l'Espanya peninsular, com que les hores depenen de l'època de l'any i sobretot, el lloc.
| Estació            | Sortida del sol | Posta de sol |
| ------------------ | --------------- | ------------ |
| Inici de primavera | 7 am            | 6 pm         |
| Inici d'estiu      | 5:45 am         | 8:45 pm      |
| Inici de tardor    | 7 am            | 6 pm         |
| Inici d'hivern     | 8:30 am         | 5:45 pm      |

### Temperatura del color de la llum
Com més càlida és la llum, més baixa és la temperatura de color; com més freda és la llum, més alta és la temperatura de color, la qual és mesurada a partir de l'escala Kelvin (K). Si el color que busquem no s'ajusta al que ens proporciona la pel·lícula, és recomanable la utilització de filtres de correcció. Per exemple la tonalitat freda d'un paisatge sota un cel ennuvolat es por corregir amb filtres càlids de la sèrie 81, com el 81B o 81C. La següent taula suggereix quins tipus de filtre cal per situacions lumíniques específiques.
| Il·luminació                    | Temperatura de color | Filtre               | Canvi de la temperatura de color |
| ------------------------------- | -------------------- | -------------------- | -------------------------------- |
| Sol d'albada o capvespre        | 4300K                | Blau 80D             | +1200K                           |
| Sol ataronjat a l'horitzó       | 3500K                | Blau 80B             | +2100K                           |
| Posta de sol                    | 2500K                | Blau 80C+80D         | +3000K                           |
| Llum d'una espelma o foc        | 2000K                | Blau 80A+80B         | +3400K                           |
| Dia ennuvolat                   | 6000K                | Ambre 81D            | -500K                            |
| Dia molt ennuvolat              | 8000K                | Ambre 85             | -2100K                           |
| Il·luminació artificial         | Temperatura de color | Temperatura de color | Canvi de la temperatura de color |
| Bombeta de tungstè (60 - 150 W) | 2900K                | Blau 80B+82C         | +2600K                           |
| Focus de tungstè                | 3000K                | Blau 80A+82A         | +2500K                           |
| Bombeta halògena                | 3200K                | Blau 80A             | +2300K                           |
| Focus d'estudi                  | 3400K                | Blau 80B             | +2100K                           |

## Mètodes i materials
La fotografia paisatgística normalment requereix un equip fotogràfic relativament simple, tot i que un equip més sofisticat pot donar una gamma més àmplia de possibilitats a l'art. L'ull de l'artista per al subjecte pot produir resultats atractius i impressionants fins i tot amb equips modests.

### Càmera
Qualsevol càmera normal (o sofisticada) -- tant analògica com digital —es pot utilitzar fàcilment per a la fotografia de paisatge comú. Les càmeres digitals d'alta resolució i de major format (o càmeres de cinema de major format) permeten una major quantitat de detall i una gamma més àmplia de presentació artística.
No obstant això, una càmera de major format produeix una profunditat de camp més limitada (el rang de l'escena que està enfocat) per a un valor d'obertura donat, que requereix una major cura en l'enfocament (vegeu: "Velocitat d'obturació i obertura del diafragma").
Una càmera amb funció "panorama" o marc pot permetre la creació d'imatges molt amples adequades per capturar una vista panoràmica.

### Objectius

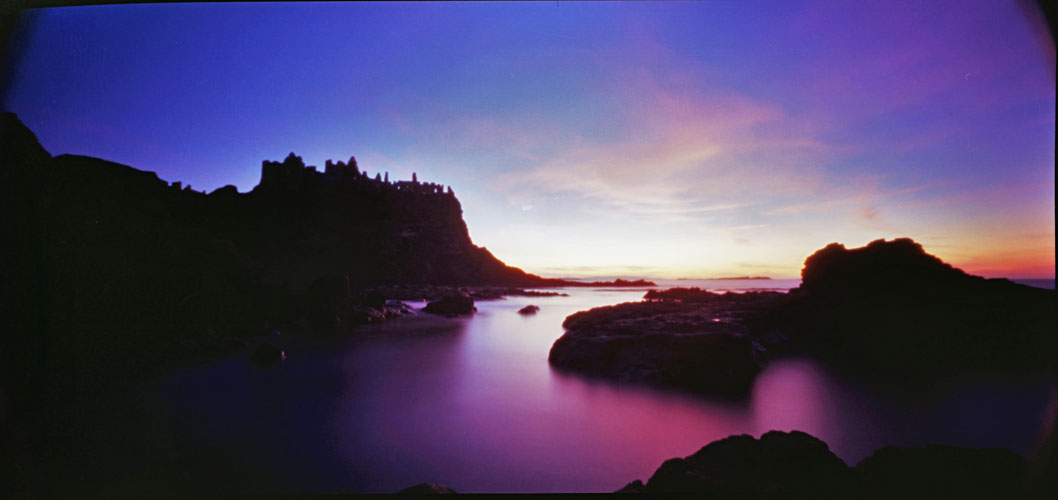
Exposició de 20 minuts sense objectiu (pinhole càmera)

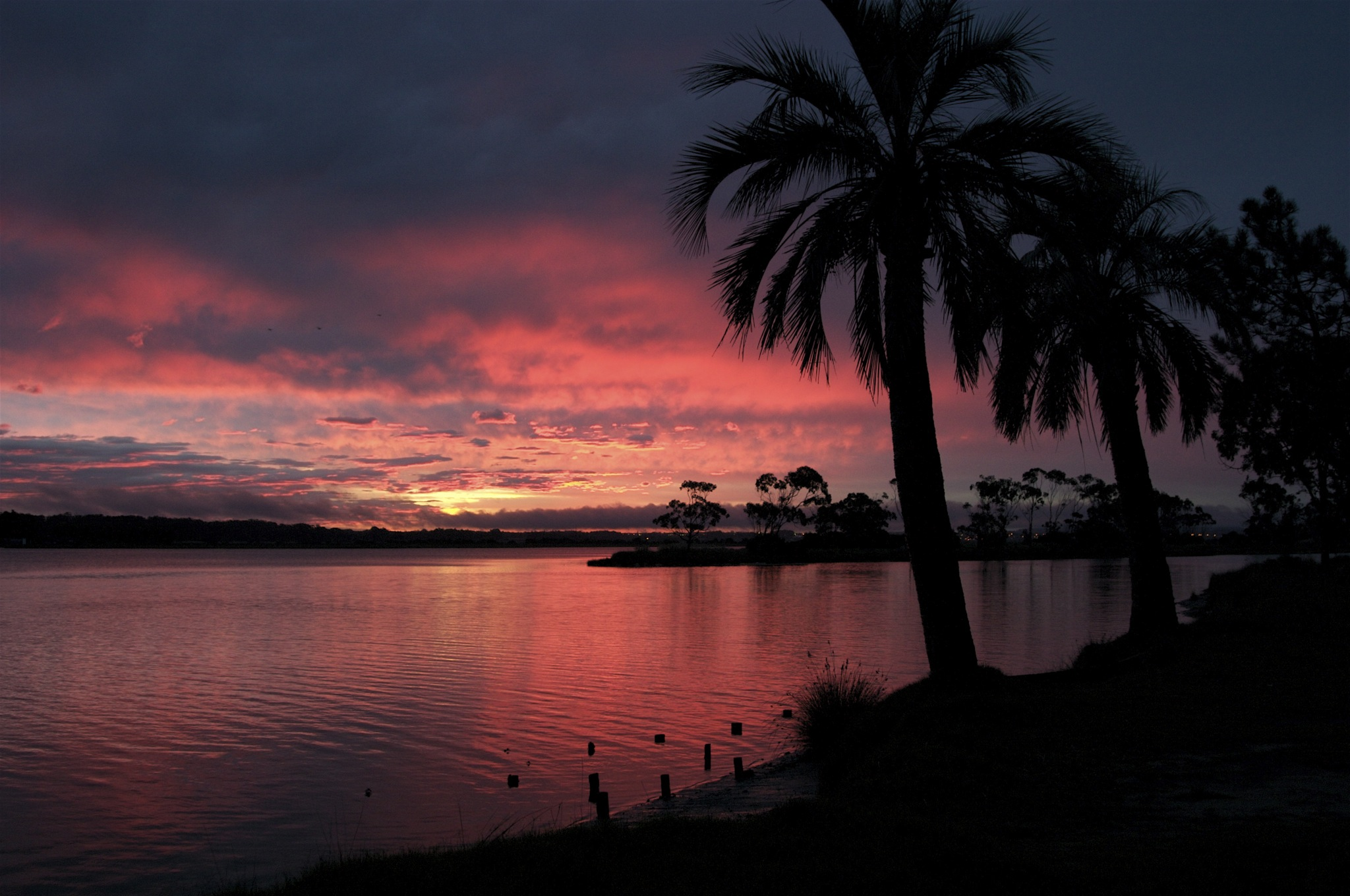
Ús de la llum natural del capvespre

Per a "espais oberts i amplis", un gran angular és generalment la lent preferida, permetent un angle de visió ample. No obstant això, les lents de gamma mitjana per a telefotografia també permeten aconseguir bons resultats i, a més a més, permeten la captura d'un paisatge detallat d'àrees més petites a distàncies més grans. Els teleobjectius també poden facilitar rangs limitats d'enfocament, per permetre al fotògraf emfatitzar una àrea específica, a una distància bastant específica, en un enfocament agut, amb el primer pla i el fons borrós (vegeu: profunditat de camp). Una gran diferència entre el gran angular i el teleobjectiu és la compressió del paisatge; com més ample l'angle més distància apareixerà entre els elements de primer pla i de fons; tanmateix, una lent de teleobjectiu farà que els mateixos elements apareguin més a prop l'un de l'altre. Altres lents que poden ajudar inclouen l'objectiu ull de peix per a angles extremadament amples i efectes dramàtics, i la macro/micro lent per a treballs extrems. Mentre que les lents de zoom de rang variable s'utilitzen àmpliament, alguns fotògrafs de paisatge prefereixen les lents de primer abast fix per proporcionar major claredat i qualitat a la imatge.

### Medi: sensor digital o analògic
La sensibilitat del medi a la llum — tant de la càmera analògica com de la digital— és important en la fotografia paisatgística, especialment quan cal un gran detall. A plena llum del dia, amb una il·luminació molt brillant, es prefereix en la fotografia analògica un rodet fotogràfic de baixa sensibilitat ISO, i de manera paral·lela en la fotografia digital és preferible la configuració de sensibilitat ISO baixa (normalment ISO 100, o potser 200), permetent la màxima precisió de la imatge.
No obstant això, si hi ha moviment en l'escena, i l'escena és menys lluminosa —com en els dies ennuvolats, el crepuscle, la nit, o en àrees ombrívoles— és recomanable una ISO més alta (fins als límits del rodet o el sensor de la càmera, depenent de l'escassetat de llum), per tal de poder assegurar que les velocitats d'obturació ràpides es poden utilitzar i poder captar el moviment.

### Il·luminació i flaix

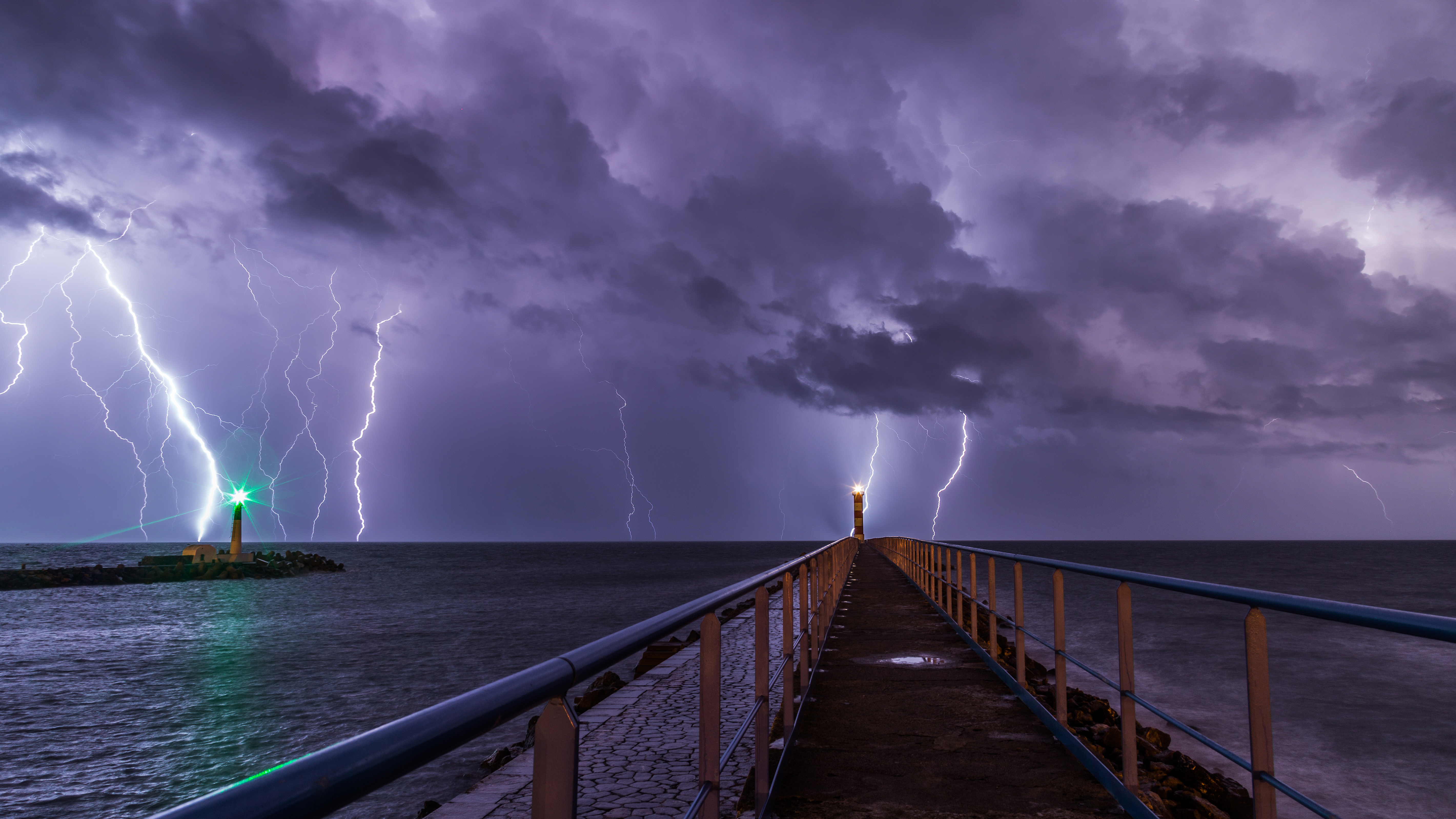
Oceà a la nit - 383 segons d'exposició

Normalment, la fotografia paisatgística, que se centra principalment en la bellesa natural, tendeix a ser realitzada només amb llum ambiental natural.
No obstant això, en alguns casos es recomana o és inevitable fer ús de llum artificial. L'ús acurat de flaix, il·luminació artificial contínua o superfícies reflectores (per exemple, reflectors) s'utilitza sovint en la fotografia de paisatge (per exemple: a espais de jardí, petites àrees de boscos foscos, etc.).
Tanmateix, donada l'àmplia extensió de l'espai obert que tendeix a dominar en la fotografia de paisatges, la il·luminació artificial és generalment ineficaç, o fins i tot destructiva (Provoca, en alguns casos, la sobreexposició del primer pla i la subexposició del fons).
Sovint la llum a l'alba o al capvespre, o just abans o després d'aquests moments (especialment a l'alba, o durant l'hora daurada, just abans de la posta de sol), és considerada la millor per capturar detalls i mostrar escenes en els millors colors de la llum, o d'altra banda per poder crear imatges impressionants i atractives.

### Velocitat d'obturació i obertura del diafragma

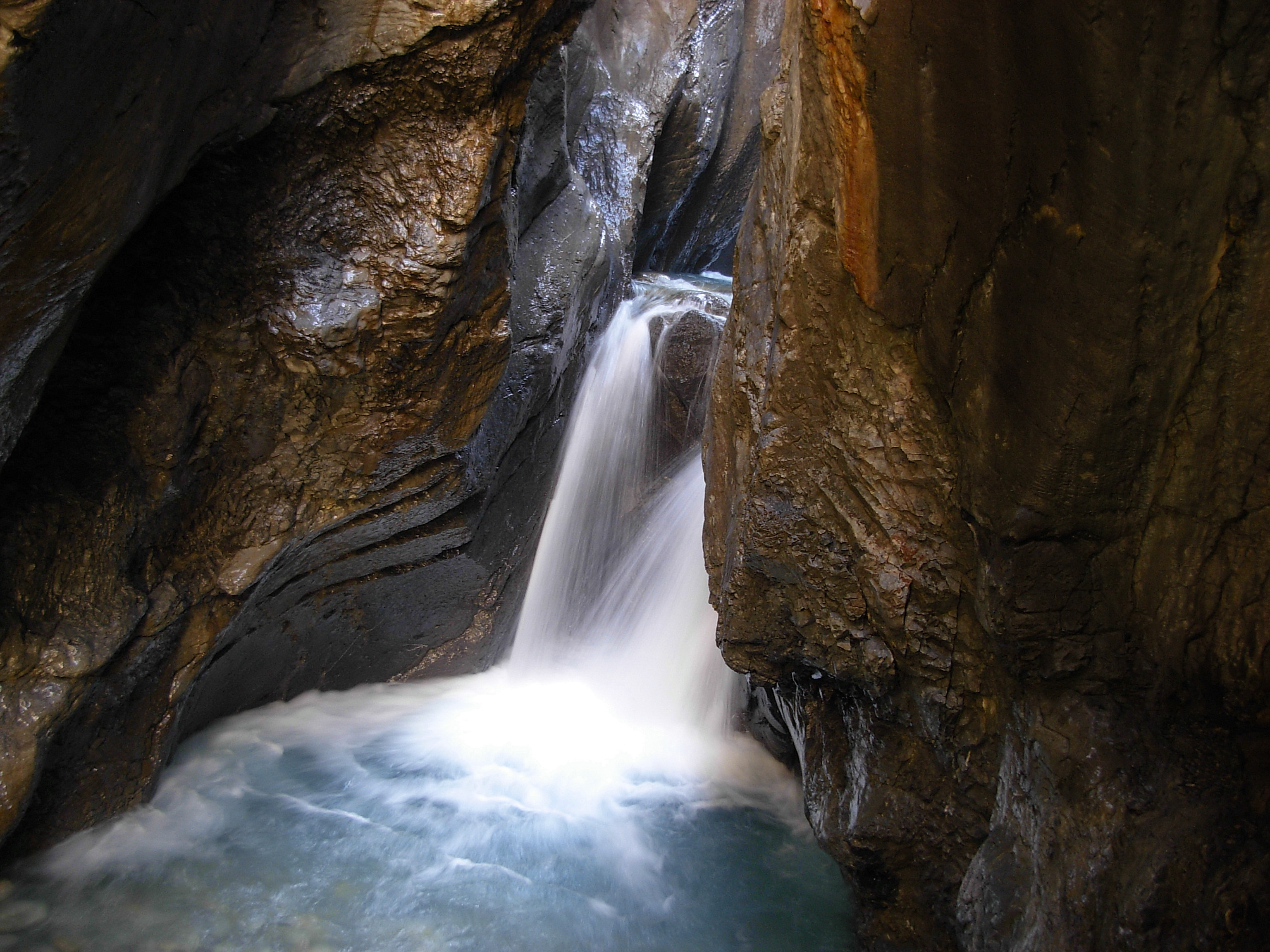
Aigua en moviment - velocitat d'obturació a 1/4 segon

Amb càmeres que permeten una varietat de velocitats d'obturació i obertura del diafragma, els fotògrafs de paisatges tendeixen a preferir configuracions que permeten que tota l'àrea vista estigui molt enfocada, amb molt detall. Això normalment requereix una obertura petita (normalment entre 11 i 13, ja que és millor per a la claredat i profunditat de camp), que crea només un petit forat perquè la llum entri a la càmera des de la lent, assegurant que la major part del camp de visió estigui el més enfocat possible.
Amb una obertura baixa, però, es pot requerir una velocitat d'obturador més lenta (exposició més llarga) per compensar la quantitat limitada de llum que s'estreny a través de la petita obertura. Això pot ser un problema si hi ha elements cinètics en la imatge, com ara animals en moviment (especialment ocells), persones o vehicles. També pot ser un problema si el medi ambient és cinètic (en moviment), com quan el vent bufa i sacseja tots els arbres i plantes de l'escena, o si es vol retractar aigua en moviment. Les velocitats lentes de l'obturador també poden ser un problema si el fotògraf està en moviment (com disparar una escena d'un vehicle mòbil). Per això és recomanable l'ús d'un trípode, el qual ens permetrà obtenir una imatge nítida, independentment del temps d'exposició.
En conseqüència, pot ser necessari o aconsellable cercar l'equilibri entre la velocitat de l'obturador i l'obertura. Fins a un cert punt, una pel·lícula d'ISO més alta o una càmera digital pot compensar sense la necessitat d'alterar la velocitat o l'obertura de l'obturador. No obstant això, la configuració d'ISO més alta ("pel·lícula ràpida") pot donar lloc a imatges granulades i una captura de detalls pobra i de baixa qualitat visual, especialment a distància.

### Filtres

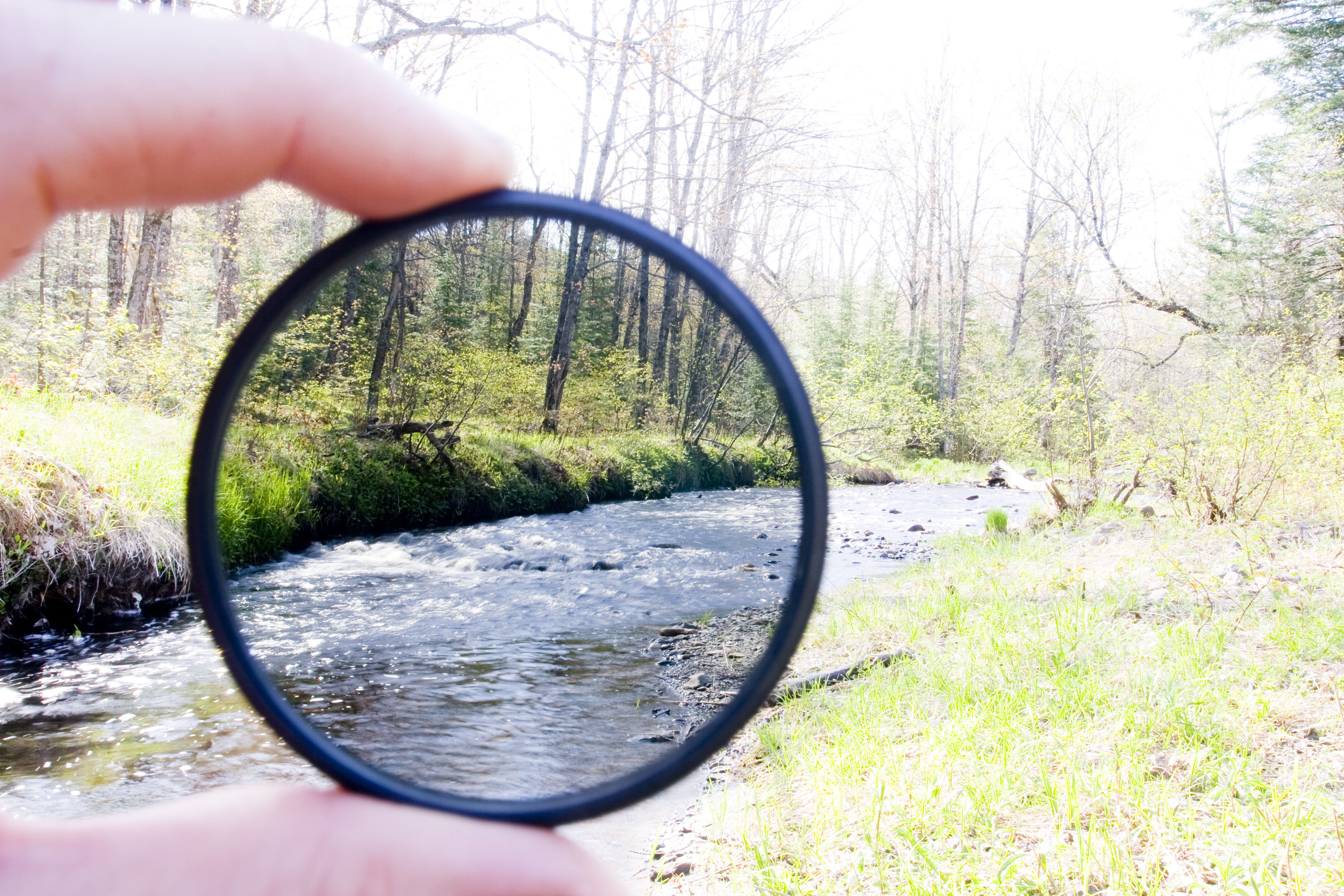
Demostració de l'ús d'un filtre de densitat neutra. Fotografia realitzada velocitat d'obturació de 1/5 d'un segon i una distància focal de 21mm

Els filtres poden servir per a aconseguir una àmplia gamma de propòsits en la fotografia de paisatges.
Per exemple, un filtre de polarització pot enfosquir el cel, mentre permet que les característiques superficials es mostrin amb una claredat relativament més nítida. Aquest també ajuda a reduir la brillantor de l'aigua o la neu reduint-ne els reflexos i, fins i tot, pot facilitar una major transparència de l'aigua o el gel.
Els filtres de densitat neutra s'enfosqueixen amb un tint neutre (sense color) gris que redueix la quantitat de llum que entra a la lent de la càmera. Aquests filtres s'utilitzen per allargar la velocitat de l'obturador sense la necessitat d'alterar l'obertura o la sensibilitat de la pel·lícula/sensor, o alternativament, per utilitzar grans obertures sense excedir la velocitat màxima de l'obturador d'una càmera. Una variació d'aquest filtre, anomenat filtre de densitat neutral graduat o simplement 'ND-grad', transiciona de gris fosc i neutre en un costat a clar al costat oposat. Els fotògrafs utilitzen aquests filtres per reduir els contrastos naturals reduint la transmissió de llum de la part més brillant del paisatge de tema, i deixant que la llum de la part més fosca del paisatge entri en la lent sense obstruir.
Els filtres de boira UV-Zero redueixen el "purple fringing" causat per la llum ultraviolada, especialment en l'àmbit digital. També són recomanats per alguns fotògrafs professionals com a protecció per a les lents vulnerables, especialment quan es troben a l'aire lliure o en situacions dinàmiques.
D'altra banda hi ha els filtres de color, els quals poden crear altres efectes o compensar l'aparença d'il·luminació antinatural a causa de les característiques de la càmera.
Un altre cas rau a les fotografies de paisatges urbans en què és altament probable l'aparició de llum artificial, així com de fluorescents. utilitzant la nomenclatura de Hitech, la taula següent els diferents tipus de fluorescents i filtres més adequats.
| Tipo de pel·lícula  | Pel·lícula equilibrada per a llum dia | Pel·lícula equilibrada per a tungstè |
| ------------------- | ------------------------------------- | ------------------------------------ |
| Làmpada flourescent | Filtre                                | Filtre                               |
| Llum dia            | FL1                                   | FL8                                  |
| Blanc               | FL2                                   | FL9                                  |
| Blanc càlid         | FL3                                   | FL10                                 |
| Blanc càlid deluxe  | FL4                                   | FL11                                 |
| Blanc fred          | FL5                                   | FL12                                 |
| Blanc fred deluxe   | FL6                                   | FL13                                 |

### Altres eines

Trípode de càmera

Per tal de mitigar el tremolor associat amb la retenció a mà d'una càmera, la fotografia de paisatge sovint requereix una base de càmeres ferma que pugui proporcionar un major potencial per la creació d'imatges més nítides. Els trípodes estan dissenyats específicament per estabilitzar càmeres i són àmpliament considerats com a equipament essencial per a la fotografia de paisatges.No obstant això, qualsevol superfície ferma no afectada per la vibració, el vent o el contacte humà poden oferir beneficis similars. L'ús d'un temporitzador, un control remot o un disparador per cable permeten que l'obturador actuï sense la introducció de vibració que podria ser provocada pel simple acte de prémer manualment el botó de l'obturador.
Algunes càmeres modernes d'alta qualitat també proporcionen estabilització d'imatge, de manera que es compensa la vibració movent el funcionament intern de la càmera o corregint electrònicament la fotografia.
Com que la fotografia de paisatge normalment es practica a l'aire lliure, la protecció dels elements pot ser realment útil. Disparar des d'un espai que proporcioni refugi o aixopluc fins a fer-ho des d'un vehicle estacionari (amb el motor aturat) pot ser útil. L'ús d'un paraigua o un altre escut per mantenir la càmera i el fotògraf sec també pot ser útil. També és aconsellable tenir un recipient impermeable per a la càmera, amb agent assecador a l'interior (per exemple, drap sec), i els experts aconsellen que la càmera hauria d'estar protegida de la pols, neu i pluja, o de la llum solar directa extremadament dura.